# Aihen Muñoz
Aihen Muñoz Capellán (Echauri, Navarra, España, 16 de agosto de 1997) es un futbolista español. Juega de defensa y su equipo es la Real Sociedad de Fútbol de la Primera División de España.

## Trayectoria
Formado en las categorías inferiores del C. D. Ardoi, fue retrasando su posición de extremo hasta acabar como lateral izquierdo en el filial de la Real Sociedad.
Durante las temporadas 2017-18 y 2018-19 el jugador del Sanse sumaría un total de 40 partidos con el filial txuri-urdin, antes de contar para el primer equipo.
El 6 de enero de 2019 hizo su debut en la Primera División de España, en una victoria del conjunto donostiarra por cero goles a dos en el Estadio Santiago Bernabéu frente al Real Madrid, perteneciente a la decimoctava jornada de liga en el que el lateral jugaría 84 minutos. Le quitó el puesto a Theo Hernández durante la parte final de la campaña, y para la temporada 2019-20 se le dio dorsal del primer equipo, comenzando la temporada como titular hasta el fichaje de Nacho Monreal.
El 3 de abril de 2021, en el Estadio de la Cartuja, conquistó la Copa del Rey al vencer en la final, pendiente del año anterior debido a la pandemia de COVID-19, por 1-0 al Athletic Club.
En el mes de diciembre de ese año la Real renovó su contrato hasta junio de 2024. Antes de que este llegara a su fin, en noviembre de 2023, firmó una nueva ampliación hasta el año 2027. Esa campaña la terminó lesionado después de sufrir una rotura del ligamento cruzado en un encuentro ante el R. C. Celta de Vigo.

## Estadísticas

### Clubes
Actualizado al último partido disputado el 24 de mayo de 2025.
| Club                       | Div.          | Temporada     | Liga  | Liga  | Copas nacionales | Copas nacionales | Copas internacionales | Copas internacionales | Total | Total |
| Club                       | Div.          | Temporada     | Part. | Goles | Part.            | Goles            | Part.                 | Goles                 | Part. | Goles |
| -------------------------- | ------------- | ------------- | ----- | ----- | ---------------- | ---------------- | --------------------- | --------------------- | ----- | ----- |
| Real Sociedad "B" · España | 2.ª B         | 2017-18       | 24    | 0     | —                | —                | —                     | —                     | 24    | 0     |
| Real Sociedad "B" · España | 2.ª B         | 2018-19       | 17    | 0     | —                | —                | —                     | —                     | 17    | 0     |
| Real Sociedad "B" · España | Total club    | Total club    | 41    | 0     | 0                | 0                | 0                     | 0                     | 41    | 0     |
| Real Sociedad · España     | 1.ª           | 2018-19       | 11    | 0     | 0                | 0                | —                     | —                     | 11    | 0     |
| Real Sociedad · España     | 1.ª           | 2019-20       | 15    | 0     | 5                | 0                | —                     | —                     | 20    | 0     |
| Real Sociedad · España     | 1.ª           | 2020-21       | 16    | 0     | 1                | 0                | 2                     | 0                     | 19    | 0     |
| Real Sociedad · España     | 1.ª           | 2021-22       | 20    | 0     | 3                | 1                | 8                     | 0                     | 31    | 1     |
| Real Sociedad · España     | 1.ª           | 2022-23       | 23    | 0     | 3                | 0                | 1                     | 0                     | 27    | 0     |
| Real Sociedad · España     | 1.ª           | 2023-24       | 21    | 0     | 2                | 0                | 6                     | 0                     | 29    | 0     |
| Real Sociedad · España     | 1.ª           | 2024-25       | 21    | 0     | 6                | 0                | 8                     | 0                     | 35    | 0     |
| Real Sociedad · España     | Total club    | Total club    | 127   | 0     | 20               | 1                | 25                    | 0                     | 172   | 1     |
| Total carrera              | Total carrera | Total carrera | 168   | 0     | 20               | 1                | 25                    | 0                     | 213   | 1     |
| 1. 2.                      |               |               |       |       |                  |                  |                       |                       |       |       |

## Palmarés

### Campeonatos nacionales
| Título       | Club          | País   | Año  |
| ------------ | ------------- | ------ | ---- |
| Copa del Rey | Real Sociedad | España | 2020 |